# シャルル・ダルトワ
シャルル・ダルトワ（Charles d'Artois, 1394年頃 - 1472年7月25日）は、中世フランスの貴族、ウー伯（在位：1397年 - 1472年）。ウー伯フィリップ・ダルトワと、ベリー公ジャンの娘でオーヴェルニュ公領の女子相続人であるマリーの間の長男。

## 生涯
父がニコポリスの戦いで捕虜となって客死したため、わずか3歳でウー伯領を相続した。1415年、21歳の時にアジャンクールの戦いに参加してイングランド軍の捕虜となり、23年間もの長い捕虜生活を送った。1438年に解放された時は、44歳になっていた。その後はノルマンディーやギュイエンヌの王領地の知事を務め、1465年に70歳の高齢でパリ軍事総督に就任する。
1448年にジャンヌ・ド・サヴーズと結婚したが翌1449年に死別。1454年9月23日にヘント城伯ジャン4世・ド・ムランの娘エレーヌ・ド・ムラン（1473年没）と再婚するが、2人の妻との間に嫡子を授かることは無かった。1472年に死去すると、ウー伯爵領は妹ボンヌの息子であるヌヴェール伯ジャンが相続した。